# 基地台控制站

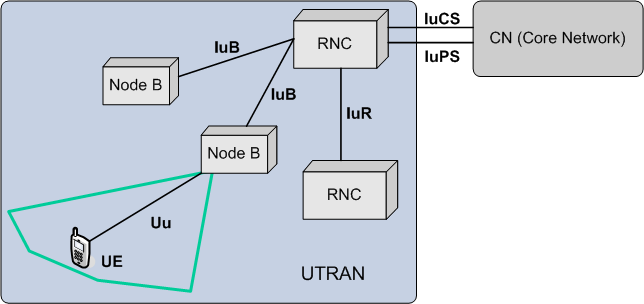
一個UTRAN架構可由多個RNC與Node B組成

無線電網路控制器（Radio Network Controller，簡稱RNC）是3G網路的元件，負責通話處理、鏈路管理 等機制。
RNC支援ATM AAL2、AAL5、IP over ATM（IPoATM）以及packet over SONET（POS）等功能，又提供IP與ATM之間的轉換機制。

## 功能
RNC之主要功能是radio channels（on the Uu-,或air-, interface）與terrestrial channels（正向MGW和SGSN）的管理。無線電資源管理功能包含：
- 外环功率控制（Outer Loop Power Control）
- 負載控制（Load control）
- 接入控制（Admission Control）
- 封包排程（Packet scheduling）
- 越区切换控制（Handover control）
- 宏分集合并（Macrodiversity combining（see also macrodiversity））
- 安全功能（Security functions）
- 行動管理（Mobility Management）

## 介面
RNC與Circuit Switched Core Network（CS-CN）之間的介面被稱為Iu-CS，至於RNC與Packet Switched Core Network被稱為Iu-PS。其餘還包含Iub（RNC與Node B之間）和Iur（同網路中的RNCs）。
UTRAN地面接口承载可以基于ATM或者IP, Uu介面可以使用WCDMA技術。E1（有時稱PDH）-可透過銅線或無線電波（microwave radio）.許多的E1s可被綁定成IMA Group。一個RNC可以管理數百個基站（BS），為此RNC需要提供各種介面與通訊協定，被視為一種異質型網路裝置。還必須為只支援IP協定的網路提供POS傳輸服務。

## RNC角色
UE的關係中（特別是soft handover狀態），RNC可以扮演不同角色。分別是
- C-RNC: Controlling RNC
- D-RNC: Drift RNC
- S-RNC: Serving RNC

## 協定
Iub, Iu和Iur協定同時支援user data以及signalling (也就是, control plane).

## 外部連結
- NBAP Specifications （页面存档备份，存于）
- RANAP Specifications （页面存档备份，存于）
- RNSAP Specifications （页面存档备份，存于）
- RRC Specifications （页面存档备份，存于）